# Titularbistum Semta
Semta (lateinisch Dioecesis Semtensis) ist ein Titularbistum der römisch-katholischen Kirche.
Es geht zurück auf einen untergegangenen Bischofssitz in der gleichnamigen antiken Stadt, die in der römischen Provinz Africa proconsularis (heute nördliches Tunesien) lag. Der Bischofssitz war der Kirchenprovinz Karthago zugeordnet.
| Titularbischöfe von Semta |                                |                                                                             |                   |                   |
| Nr.                       | Name                           | Amt                                                                         | von               | bis               |
| 1                         | Gregorio Rožman                | Koadjutorbischof von Ljubljana (Slowenien)                                  | 17. März 1929     | 17. Mai 1930      |
| 2                         | Frano Gjini                    | Abt der Territorialabtei Shën Llezhri i Oroshit (Albanien)                  | 3. Juli 1930      | 4. Januar 1946    |
| 3                         | Hector Catry OFMCap            | emeritierter Bischof von Lahore (Pakistan)                                  | 4. Juli 1946      | 18. März 1972     |
| 4                         | Sergio Otoniel Contreras Navia | Weihbischof in Concepción (Chile)                                           | 25. Januar 1974   | 23. Dezember 1977 |
| 5                         | Dominik Kalata SJ              | aus der Slowakei emigrierter Untergrundbischof (Deutschland)                | 16. März 1985     | 24. August 2018   |
| 6                         | Juan Gómez                     | Weihbischof in Cochabamba Weihbischof in Santa Cruz de la Sierra (Bolivien) | 27. Dezember 2018 |                   |